# Gewerkschaften in Äthiopien
Die Gewerkschaften Äthiopiens haben zurzeit gemeinsam eine Mitgliederzahl von insgesamt etwa 300.000. Davon sind über 203.000 Mitglieder der Konföderation Äthiopischer Gewerkschaften.
Äthiopien hat zudem mehrere Konventionen der Internationalen Arbeiterorganisation ratifiziert, darunter die Konvention 29 von 1930 bezüglich der Zwangsarbeit (im Jahre 2003), die Konvention 87 von 1948 bezüglich der Vereinigungsfreiheit und Schutz des Vereinigungsrechts (1963), die Konvention 98 von 1949 bezüglich des Vereinigungsrechts und das Recht zu Kollektivverhandlungen (1963), die Konvention 100 von 1951 bezüglich der Gleichheit des Entgelts (1999), die Konvention 105 von 1957 bezüglich der Abschaffung der Zwangsarbeit (1999), die Konvention 111 von 1958 bezüglich der Diskriminierung bei Beschäftigung und Beruf (1966), die Konvention 138 von 1973 bezüglich des Mindestalters (1999) und die Konvention 182 von 1999 bezüglich des Verbots und der unverzüglichen Maßnahmen zur Beseitigung der schlimmsten Formen der Kinderarbeit (2003).

## Geschichte

### Abessinisches Reich
Eine organisierte Arbeiterbewegung kam spät nach Äthiopien. Dies lag zum Teil an der geringen Größe der industriellen Arbeitskraft (das war 1957 schätzungsweise erst 15.583), aber vor allem, weil die äthiopische Regierung jede Art von organisiertem Protest als eine Form von Aufstand betrachtete.
Obwohl die Verfassung des Kaiserreichs Äthiopien von 1955 Vereinigungen das Recht garantierte, Arbeitnehmerorganisationen zu bilden, kam es bis 1962 nicht dazu, dass die äthiopische Regierung das Arbeitsverhältnis-Dekret erließ, welches Handelsgewerkschaften zugelassen hat. Im April 1963, anerkannten die kaiserlichen Behörden die Konföderation Äthiopischer Arbeitsgewerkschaften, die 22 industrielle Arbeitsgruppen vertrat. Von 1973 an hatte diese Gewerkschaft 167 Mitgliedsorganisationen mit rund 80.000 Mitgliedern, die nur etwa 30 Prozent aller Arbeitnehmer in Betracht zog und vertrat. Die Konföderation Äthiopischer Arbeitsgewerkschaften zog ihre Mitgliederschaft nicht nur von den Eisenbahnern, sondern schloss auch Arbeiter der Addis-Abeba-Fiber-Mills, der Indo-Äthiopischen Textilien, der Wonji-Zuckerplantation, der Ethiopian Airlines und des General äthiopischen Transports (auch bekannt als die Firma Anbassa Bus) mit ein.
Die CELU entwickelte sich nie zu einem nationalen Verband von Gewerkschaften. Stattdessen blieb es eine Assoziation von Arbeitergruppen organisiert auf lokaler Ebene. Das Fehlen einer nationalen Verfassunggebung, gekoppelt mit anderen Problemen wie Korruption, Veruntreuung, Wahlfälschungen, ethnische und regionale Diskriminierung sowie die unzureichenden Finanzen verhinderte die CELU vor der Überwindung des Status quo im industriellen Sektor. Weiterhin behandelten sowohl Regierungsbeamte als auch das Management die Gewerkschaften mit Verachtung. Die Regierung war nur langsam dabei, die archaischen Arbeitsgesetze wie solche, in denen es um die Kinderarbeit und das Mindestalter für Arbeiter ging, zu überarbeiten. Gewerkschaftsführer wurden belästigt, und wenn die Gewerkschaften mit Streiks gedroht haben, wurden sie ausgesperrt. CELU organisierte Generalstreiks in den Jahren 1964 und 1970, schaffte es aber jedes Mal nicht, die nötige Unterstützung anzuziehen. Nach 1972 wurde die CELU immer militanter, da Dürre und Hungersnöte den Tod von 200.000 Toten herbeiführten. Die Regierung antwortete damit, Streitkräfte zu benutzen, um Arbeiterproteste, Streiks und Demonstrationen zu zerschlagen. Diese Militanz erreichte mit dem erfolgreichen Generalstreik von 7. bis zum 11. März ihren Höhepunkt, welches nicht nur zur Erhöhung der Bezahlungen und Pensionen führte, sondern auch eine wichtige Rolle in der Äthiopischen Revolution spielte. Sie half dabei, das Regime des Kaisers Haile Selassie zu diskreditieren.

### Kommunistisches Äthiopien
Obwohl viele Mitglieder des CELU den Sturz des Kaisers Haile Selassie unterstützten, kam die CELU selbst dazu, sich mit der radikalen Intelligenz zu verbünden um den neu gegründeten provisorischen Militärverwaltungsrat (DERGUE) zur Machtteilung zu bewegen. Die CELU forderte auch shop-floor Kontrolle über die Produktion. trotz mehrfacher Streiks in und um Addis Abeba, die manchmal in blutigen Zusammenstößen endeten, schloss der Derg am 19. Mai 1975 zeitweise das Hauptquartier der CELU aus den gründen, dass die Gewerkschaft reorganisiert werden müsse. Die militärischen Behörden forderten auch, dass die Arbeiter ihre zukünftigen Führungskräfte nach den Zielen und Wünschen des äthiopischen Sozialismus wählen sollten. Dieser Auftrag nahm ostensiv nicht die traditionellen Arbeitnehmerrechte, wie das Recht sich frei zu organisieren, zu streiken und Tarifverhandlungen über Löhne und Arbeitsbedingungen zu führen, zurück. Stattdessen war die Absicht, die politischen Aktivitäten der CELU-Führerschaft zu kontrollieren. Wie erwartet, lehnte die CELU diese Aktionen ab und setzte die Forderungen nach demokratischem Wechsel und Bürgerrechten fort. Am 8. Januar 1977 ersetzte der DERG die CELU, welche im Dezember 1975 bereits abgeschafft wurde, durch die Gesamtäthiopische Gewerkschaft (AETU). Die AETU hatte 1341 lokale Ortsgruppen, bekannt als Arbeitervereine, mit einer Gesamtmitgliederzahl von 287.000, zweimal größer als die der CELU. Die Regierung behauptete, dass es der Zweck der AETU war, die Arbeiter über die Notwendigkeit zu erziehen, ihren Anteil zur nationalen Entwicklung durch die Erhöhung der Produktivität und den Bau des Sozialismus beizutragen.
Im Jahre 1978 ersetzte der Derg das Exekutivkomitee, nachdem sie ihre Stimmung durch politische Sabotage, Amtsmissbrauch und dem Unvermögen nach den regeln des demokratischen zentralismus zu abidieren, aufgeheizt hat. Im Jahr 1982 ereignete sich eine weitere Umstrukturierung der AETU, als Addis Abeba die Proklamation der Gewerkschaftsorganisation anbrachte. Ein kompromissloses marxistisch-leninistisches Dokument durch dessen Proklamation die Notwendigkeit, Arbeiter zur Erfüllung ihrer historischen Verantwortung für den Aufbau der nationalen Wirtschaft durch den Umgang mit Sorgfalt mit den Instrumenten der Produktion ihrer Produkte und durch die Förderung der Produktion sowie angemessene Verteilung von Gütern und Dienstleistungen, zu befähigen. Eine Reihe von Sitzungen und Wahlen gipfelte in einem nationalen Kongress im Juni 1982, an dem die Regierung die Führung der AETU ersetzte.
In den Jahren 1983/84 behauptete die AETU, eine Mitgliederschaft von 313.434 zu haben. Die Organisation umfasste neun Industriegruppen, die größte davon war die Fertigung, die in den Jahren 1982/83 einen Anteil von 29,2 Prozent der Mitgliedschaft hatte, gefolgt von Landwirtschaft, Forstwirtschaft und Fischerei mit 26,6 Prozent, 15,1 Prozent mit Dienstleistungen, Transport mit 8,1 Prozent, Konstruktion mit 8,0 Prozent, der Handel mit 6,2 Prozent, Dienstprogramme mit 3,7 Prozent, Finanzierung mit 2,4 Prozent, und im Bergbau mit 0,7 Prozent. Insgesamt 35,6 Prozent der Mitglieder lebten in der Hauptstadt Addis Abeba und die weiteren 18,0 Prozent in Schewa. Auf die Provinzen Eritrea und Tigray entfielen nicht mehr als 7,5 Prozent der gesamten Mitgliederschaft. In den späten 1980er Jahren schaffte es die AETU nicht, 1970 wieder der Aktivist seinen Ruf in den Vorgängern gewonnen hatte. Diese politische Ruhe wies wahrscheinlich darauf hin, dass die Regierung erfolgreich mit den Gewerkschaften kooptierte. Im Jahr 1986 änderte die Regierung den Namen der AETU zu Äthiopische Gewerkschaft (ETU).

## Derzeitige Entwicklung
Im Jahre 2000 löste eine private Firma ihre Arbeitergewerkschaft nach einer Unstimmigkeit zwischen dem Management und den Arbeitern komplett auf. Insgesamt 586 Arbeiter wurden von der Firma entlassen, einschließlich der Gewerkschaftsführer. Die äthiopische Regierung zielte darauf ab, den Streit zu relativieren, jedoch weigerte sich der Arbeitgeber zu kooperieren; in diesem Fall wurde erwartet, dass sich das Ministerium für Arbeit und Soziales sich ein Jahr später um die Angelegenheit kümmert.
Im Jahre 2008 stimmte das Topmanagement des staatseigenen Bole Printing-Unternehmens mit ihrer Gewerkschaft über Fragen der Arbeiterkompensation und gesetzloser termination nicht überein. Im Dezember des gleichen Jahren wurde ein Arbeiterratsdirektorium gegründet, bestehend aus Staatsministern, Vertretern und Arbeitern, aus der Konföderation Äthiopischer Gewerkschaften und dem Management des Bole-Printing-Unternehmens; dieses Direktorium stimmte damit überein, dass beide Seiten schuldtragend sind und entschied, dass die nicht gesetzmäßigen Entlassungen beendet werden sollen. Von den Angestellten hingegen wurde verlangt, dass sie ihren Pflichten wieder nachgehen sollten.